# 25619 Martonspohn
25619 Martonspohn (tên chỉ định: 2000 AQ34) là một tiểu hành tinh vành đai chính. Nó được phát hiện bởi dự án Nghiên cứu tiểu hành tinh gần Trái Đất Lincoln ở Socorro, New Mexico, ngày 3 tháng 1 năm 2000. Nó được đặt theo tên Márton Spohn, a Hungarian high school student whose cellular và molecular biology project won second place ở the 2009 Giải thưởng Khoa học và Kỹ thuật Intel.